# Hanna-Mia Persson
Hanna-Mia Beatrice Persson, senare Persdotter, född 11 februari 1978 i Kalmar, är en svensk före detta stavhoppare.

Perssons personliga rekord är 4,40 och hon utsågs år 2003 till Stor grabb/tjej nummer 472.

## Karriär
Hanna-Mia Persson har bakgrund som gymnast, något som hon sysslade med mellan 5 och 19 års ålder och tävlade i på elitnivå. Hon har även hoppat höjdhopp, men började med stavhopp då hon var 21 år.
Säsongen 2001 deltog Persson i VM i Edmonton men blev utslagen i stavhoppskvalet efter att ha klarat 4,15 (4,25 krävdes för finalplats). Hon deltog 2002 även vid Inomhus-EM i Wien och EM i München men slogs ut i kvalet i bägge fallen.
2004 deltog hon vid inomhus-VM i Budapest men blev utslagen i kvalet på 4,30.
2005 deltog Persson vid EM inomhus i Madrid men slogs ut i kvalet på 4,15.
Vid inomhus-VM 2006 i Moskva, Ryssland, blev Persson utslagen i stavhoppskvalet på 4,35. Det krävdes 4,45 för finalhoppning. Hon deltog även vid EM i Göteborg men slogs ut i kvalet.
Vid EM inomhus 2007 i Birmingham slogs hon ut i kvalet trots tangerat svenskt inomhusrekord, 4,40. Vid VM 2007 i Osaka blev hon utslagen i stavhoppskvalet efter att ha klarat 4,20 (4,55 krävdes för finalplats).
Hon bytte under säsongen 2009 till klubben IFK Växjö efter att ha tävlat för Örgryte IS sedan 2006.  Hon tränades av Pekka Dahlhöjd och Thomas Kyöttilä. 
2010 bytte Persson från IFK Växjö tillbaka till Örgryte IS.
Vid EM i Barcelona 2010 blev Hanna-Mia Persson utslagen i kvalet efter att ha hoppat 4,15.
Persson studerade tidigare Industriell ekonomi på Chalmers.
Hanna-Mia Persson avslutade sin elitkarriär hösten 2010.
| Årsbästa | Årsbästa                            | Årsbästa                                   |
| År       | Utomhus                             | Inomhus                                    |
| -------- | ----------------------------------- | ------------------------------------------ |
| 1997     | 1,70 m                              | –                                          |
| 1998     | –                                   | –                                          |
| 1999     | 3,68 m                              | –                                          |
| 2000     | 3,92 m 3,80 m (Västerås 13 augusti) | –                                          |
| 2001     | 4,21 m (Falkenberg 18 juli)         | 4,05 m (Glasgow, Storbritannien 18 mars)   |
| 2002     | 4,30 m (Kassel, Tyskland 14 juni)   | 4,20 m (Malmö 24 februari)                 |
| 2003     | 4,02 m (Göteborg 2 september)       | 4,20 m 4,16 m (Stockholm 18 februari)      |
| 2004     | 4,25 m (Halmstad 18 juli)           | 4,35 m (Malmö 29 februari)                 |
| 2005     | 4,36 m (Helsingborg 20 augusti)     | 4,20 m (Malmö 13 februari)                 |
| 2006     | 4,35 m (Göteborg 9 juli)            | 4,40 m (Göteborg 8 februari)               |
| 2007     | 4,40 m (Göteborg 1 juli)            | 4,40 m (Birmingham, Storbritannien 3 mars) |
| 2008     | 4,27 m (Istanbul, Turkiet 21 juli)  | 4,26 m (Göteborg 2 februari)               |
| 2009     | 4,21 m (Göteborg 22 augusti)        | –                                          |
| 2010     | 4,30 m (Karlskrona 11 juli)         | 4,18 m (Göteborg 2 februari)               |

## Personliga rekord
| Utomhus - Höjdhopp – 1,73 (Göteborg 2 september 2005) - Stavhopp – 4,40 (Göteborg 29 juni 2007) - Stavhopp – 4,40 (Göteborg 1 juli 2007) | Inomhus - Höjdhopp – 1,68 (Göteborg 26 mars 2011) - Stavhopp – 4,40 (Göteborg 8 februari 2006) - Stavhopp – 4,40 (Birmingham, Storbritannien 3 mars 2007) |

### Fotnoter
1. 1 2 3 4 5 6 7 8 9 10 11 12 13  ”Swedish Team Media Guide. European Athletics Championships, Göteborg 2006.” (på engelska). friidrott.se. Arkiverad från originalet den 4 juni 2012. https://web.archive.org/web/20120604124725/http://www.friidrott.se/press/emguide_06.aspx. Läst 24 november 2016.
2. 1 2  ”Tävlingsårsskiftesövergångar 1 december 2005”. friidrott.se. 5 november 2005. Arkiverad från originalet den 16 november 2016. https://web.archive.org/web/20161116015052/http://www.friidrott.se/forbundsinfo/overgangar/arsskiftet0506.aspx. Läst 21 november 2016.
3. 1 2  ”Karensövergångar 2009”. friidrott.se. 26 september 2009. Arkiverad från originalet den 21 november 2016. https://web.archive.org/web/20161121181900/http://www.friidrott.se/forbundsinfo/overgangar/karens09.aspx. Läst 21 november 2016.
4. 1 2 3 4 5 6  Wiger 2006, s. 220.
5. ↑  ”Stora SM 2006, dag 2”. turebergfriidrott.se. Arkiverad från originalet den 10 juni 2015. https://web.archive.org/web/20150610133650/http://turebergfriidrott.se/statistik/SM2006/2006_reslord.htm. Läst 19 april 2013.
6. ↑  ”Stora SM 2007”. trackandfield.se. Arkiverad från originalet den 4 maj 2013. https://archive.is/20130504152109/http://www.proteamonline.se/storage/customers/978/editor/resultat%20sm%20i%20friidrott%202007.html. Läst 19 april 2013.
7. ↑  ”Stora SM 2009”. Arkiverad från originalet den 13 december 2009. https://web.archive.org/web/20091213202749/http://88.131.109.176/folksam/sm09/resultat.php. Läst 23 april 2013.
8. ↑  ”Stora SM 2010, dag 3”. trackandfield.se. Arkiverad från originalet den 29 september 2013. https://web.archive.org/web/20130928222318/http://www.trackandfield.se/resultat/2010/100821.htm. Läst 2 september 2013.
9. ↑  ”Stora inne-SM 2002, resultat” (htm). Arkiverad från originalet den 13 december 2002. https://web.archive.org/web/20021213092936/http://m1.406.telia.com/~u40606160/ResultatISM.htm. Läst 14 april 2015.
10. ↑  ”Stora inne-SM 2003, resultat” (html). friidrott.stockholm.se. http://www.friidrott.stockholm.se/ism/resultat/p_resultat.html. Läst 14 april 2015.
11. ↑  ”Stora inne-SM 2004, resultat” (htm). idrottonline.se. Arkiverad från originalet den 23 november 2015. https://web.archive.org/web/20151123030953/http://iof2.idrottonline.se/ImageVaultFiles/id_16756/cf_78/040222ism.HTM. Läst 21 april 2015.
12. ↑  ”Stora inne-SM 2005, resultat” (pdf). mai.se. Arkiverad från originalet den 23 november 2015. https://web.archive.org/web/20151123081015/http://www.mai.se/resultat/resultatlista-ism.2005.pdf. Läst 12 april 2015.
13. ↑  ”Stora inne-SM 2006 damer , resultat” (html). friidrott.stockholm.se. http://www.friidrott.stockholm.se/ism2006/resultat/f_kvinnor_resultat.html. Läst 6 april 2015.
14. ↑  ”Stora inne-SM 2007, resultat” (htm). idrottonline.se. Arkiverad från originalet den 11 april 2015. https://web.archive.org/web/20150411214031/http://iof2.idrottonline.se/ImageVaultFiles/id_16670/cf_78/070225ism.HTM. Läst 12 april 2015.
15. ↑  ”Stora inne-SM 2008, resultat” (pdf). mai.se. Arkiverad från originalet den 14 april 2015. https://web.archive.org/web/20150414002300/http://www.mai.se/resultat/resultat_inne-sm_2008.pdf. Läst 11 april 2015.
16. ↑  ”Stora inne-SM 2010 dag 1, resultat”. friidrott.stockholm.se. http://www.friidrott.stockholm.se/ISM2010/Page.asp?PageIdentifier=RESLORDAG. Läst 19 juli 2012.
17. 1 2 3 4 5  ”Personsida på AllAthletics” (på engelska). all-athletics.com. Arkiverad från originalet den 23 oktober 2016. https://web.archive.org/web/20161023203218/http://www.all-athletics.com/node/148731. Läst 23 oktober 2016.
18. ↑  ”Stora grabbars märke”. friidrott.se. Arkiverad från originalet den 31 mars 2016. https://web.archive.org/web/20160331202525/http://www.friidrott.se/historik/storagrabbar.aspx. Läst 23 oktober 2016.
19. ↑  ”Stora Grabbar personpresentation”. storagrabbar.se. http://www.storagrabbar.se/grabbar_10.html. Läst 23 oktober 2016.
20. ↑  ”Pole Vault Women 8th IAAF World Championships Edmonton (Commonwealth Stadium), Canada 03 Aug 2001 - 12 Aug 2001” (på engelska). iaaf.org. https://www.iaaf.org/competitions/iaaf-world-championships/8th-iaaf-world-championships-2639/results/women/pole-vault/qualification/result. Läst 19 januari 2017.
21. ↑  ”European Athletics Indoor Championships - Wien 2002” (på engelska). european-athletics.org. http://www.european-athletics.org/competitions/european-athletics-indoor-championships/history/year=2002/results/index.html. Läst 28 september 2017.
22. ↑  ”European Athletics Championships - München 2002” (på engelska). european-athletics.org. http://www.european-athletics.org/competitions/european-athletics-championships/history/year=2002/results/index.html. Läst 18 augusti 2017.
23. ↑  ”Pole Vault Women - 10th IAAF World Indoor Championships Budapest (Sportaréna), Hungary 05 Mar 2004 - 07 Mar 2004” (på engelska). iaaf.org. https://www.iaaf.org/results/iaaf-world-indoor-championships/2004/10th-iaaf-world-indoor-championships-3226/women/pole-vault/qualification/result. Läst 23 januari 2017.
24. ↑  ”European Athletics Indoor Championships - Madrid 2005” (på engelska). european-athletics.org. Arkiverad från originalet den 27 augusti 2017. https://web.archive.org/web/20170827215326/http://www.european-athletics.org/competitions/european-athletics-indoor-championships/history/year=2005/results/index.html. Läst 28 augusti 2017.
25. ↑  ”Pole Vault Women - 11th IAAF World Indoor Championships Moskva (Olimpiyskiy Stadion), Russia 10 Mar 2006 - 12 Mar 2006” (på engelska). iaaf.org. https://www.iaaf.org/results/iaaf-world-indoor-championships/2006/11th-iaaf-world-indoor-championships-3483/women/pole-vault/qualification/result. Läst 23 januari 2017.
26. ↑  ”European Athletics Championships - Göteborg 2006” (på engelska). european-athletics.org. http://www.european-athletics.org/competitions/european-athletics-championships/history/year=2006/results/index.html. Läst 15 augusti 2017.
27. ↑  ”European Athletics Indoor Championships - Birmingham 2007” (på engelska). european-athletics.org. http://www.european-athletics.org/competitions/european-athletics-indoor-championships/history/year=2007/results/index.html#. Läst 27 augusti 2017.
28. ↑  ”Pole Vault Women - 11th IAAF World Championships In Athletics Osaka (Nagai Stadium), Japan 25 Aug 2007 - 2 Sep 2007” (på engelska). iaaf.org. https://www.iaaf.org/competitions/iaaf-world-championships/11th-iaaf-world-championships-in-athletics-3653/results/women/pole-vault/qualification/result. Läst 14 januari 2017.
29. ↑  ”Tredje raka VM-guldet!”. friidrott.se. 26 augusti 2007. Arkiverad från originalet den 16 januari 2017. https://web.archive.org/web/20170116161450/http://www.friidrott.se/nyheter.aspx?id=7403. Läst 14 januari 2017.
30. ↑  Elofsson, Sven (9 juli 2010). ”Hanna-Mia lämnar IFK Växjö”. Smålandsposten. http://www.smp.se/sport/hanna-mia-lamnar-ifk-vaxjo/. Läst 18 maj 2019.
31. ↑  ”European Athletics Championships - Barcelona 2010” (på engelska). european-athletics.org. http://www.european-athletics.org/competitions/european-athletics-championships/history/year=2010/results/index.html. Läst 6 april 2017.
32. ↑  ”De fick stående ovationer!”. friidrott.se. 9 oktober 2010. Arkiverad från originalet den 16 januari 2017. https://web.archive.org/web/20170116144234/http://www.friidrott.se/nyheter.aspx?id=11736. Läst 13 januari 2017.
33. 1 2 3 4 5 6 7 8 9 10 11 12 13 14 15 16 17 18 19 20 21 22 23  ”Personsida hos IAAF” (på engelska). iaaf.org. https://www.iaaf.org/athletes/sweden/hanna-mia-persson-177211. Läst 23 oktober 2016.
34. 1 2  ”Personsida på European Athletics' webbplats” (på engelska). european-athletics.org. http://www.european-athletics.org/athletes/group=p/athlete=133257-persson-hanna-mia/index.html. Läst 23 oktober 2016.